# زمین‌لرزه ۱۳۵۱ قیر و کارزین
زمین‌لرزه قیر و کارزین وز دوشنبه، ساعت ۵.۵ بامداد ۲۱ فروردین ۱۳۵۱ در جنوب استان فارس رخ داد. ژرفای این زلزله ۵٫۶ کیلومتر بود. بزرگی آن ۶٫۹ در مقیاس ریشتر اعلام شده‌است.
سازمان زمین‌شناسی آمریکا نیز جای این زمین‌لرزه را در مختصات ۲۸°۲۴′شمالی ۵۲°۴۸′شرقی / ۲۸٫۴°شمالی ۵۲٫۸°شرقی و بزرگی آن را برابر با ۶٫۹ در ریشتر اعلام کرده‌است. ژرفای گزارش شده از سوی این سازمان ۱۱ کیلومتر بوده‌است.
شمار کشتگان زلزله حدود ۵۰۱۰ نفر بوده‌است. تعداد زخمیان ۱۷۱۰ نفر برآورده شده‌است.
در تاریخ۱۳۹۸/۱/۲۲ نخستین یادمان در مکان قیر قدیم برگزار شد.